# ELibUkr
ELibUkr — «Електронна бібліотека України: створення Центрів знань в університетах України» — інноваційний проєкт, що об'єднує бібліотеки вищих навчальних закладів, національні бібліотеки та інші організації України. Метою проєкту є забезпечення доступу до світової наукової інформації, створення власних академічних ресурсів,  інтеграція української науки та бібліотечної справи у світову наукову комунікацію, сприяння впровадженню академічної доброчесності та якісному розвитку вищої освіти. 
Проєкт передбачає передплату ліцензованих інформаційних продуктів для кожного університету — електронних журналів, електронних книг, баз даних — найважливішого ядра світових інформаційних ресурсів, що покривають усі галузі знань (наука, техніка, медицина, соціальні та гуманітарні науки).
Основу ELibUkr© становить єдиний потужний портал, який спрямовує користувачів до всіх типів електронної інформації. Студенти, викладачі і науковці отримують вільний доступ до всіх ресурсів проєкту.

## Переваги участі в проєкті

### Сприяння співпраці та розвитку бібліотек вищих навчальних закладів України
- Розвиток співпраці між університетами, науковцями та іншими інституціями, які представляють економічні, культурні ті інші сфери суспільної діяльності;
- Заохочення розвитку власних електронних інституційних репозитаріїв;
- Забезпечення можливості вільного розміщення публікацій викладачів, співробітників та студентів університету;
- Заохочення використання українських та світових наукових електронних ресурсів в навчальному процесі та наукових дослідженнях, що проводяться в університеті;

### Економія коштів
- Зниження вартості передплати баз даних через спільні закупівлі;
- Заощадження коштів за рахунок централізованого управління передплатами;
- Досягнення домовленості із провідними провайдерами про спеціальні ціни для України.

## Центри знань
Необхідною складовою проєкту є створення Центрів знань у кожному університеті та, відповідно, створення безпрецедентної в Україні соціальної наукової мережі Центрів Знань.
Центри знань гарантують підтримку проєкту у наступному:
- використанні наукових електронних ресурсів в навчальному процесі та наукових дослідженнях, що проводяться в університеті.
- забезпеченні можливості вільного доступу до інформаційних ресурсів проєкту для студентів, викладачів та науковців.
- забезпеченні можливості вільного розміщення публікацій викладачів, співробітників та студентів університету через власний електронний інституційний репозитарій та/чи створені електронні журнали відкритого доступу.
- розвитку стратегії перетворення наукової бібліотеки університету у науково-інформаційний центр на принципах доступності, оперативності, комфортності.
- призначенні відповідальних осіб для координування дій, управління та розвитку електронних ресурсів.

## Засновники проєкту
Ініціатор проєкту ELibUkr© — Києво-Могилянська Фундація Америки. Серед учасників: Центр Технологій та Інноваційного Менеджменту Нортвестерн Університету США та Всеукраїнська Асоціація «Інформатіо-Консорціум». Засновниками є три університети — Національний університет «Києво-Могилянська академія», Чернівецький національний університет імені Юрія Федьковича та Харківський національний університет імені В. Н. Каразіна. Проєкт відкритий для участі і стрімко розширює національну мережу.

## Фінансування проєкту
Початкове фінансування проєкту в Україні здійснено за підтримки USAID, Києво-Могилянської Фундації Америки та участі університетів. Проєкт потребує додаткової фінансової підтримки уряду України, бізнес спільноти, фондів, участі університетів та користувачів. Багаторічним головою ради проєкту була Марта Фаріон.

## Учасники проєкту

### Університети та національні бібліотеки
- Академія адвокатури України
- Вінницький національний технічний університет
- Волинський національний університет імені Лесі Українки
- Державний університет «Житомирська політехніка»
- Донецький національний технічний університет
- Донецький національний університет економіки і торгівлі імені Михайла Туган-Барановського
- Запорізький національний університет
- Західноукраїнський національний університет
- Київський національний університет імені Тараса Шевченка
- Луганський національний університет імені Тараса Шевченка
- Львівська національна наукова бібліотека України імені Василя Стефаника
- Національна академія статистики, обліку та аудиту
- Національна наукова медична бібліотека України
- Національний авіаційний університет
- Національний технічний університет «Харківський політехнічний інститут»
- Національний університет «Києво-Могилянська академія»
- Національний університет «Одеська юридична академія»
- Національний університет «Острозька академія»
- Національний університет «Чернігівська політехніка»
- Національний університет кораблебудування імені адмірала Макарова
- Національний фармацевтичний університет
- Національний юридичний університет імені Ярослава Мудрого
- Ніжинський державний університет імені Миколи Гоголя
- Поліський національний університет
- Приазовський державний технічний університет
- Сумський державний університет
- Тернопільський національний педагогічний університет імені Володимира Гнатюка
- Тернопільський національний технічний університет імені Івана Пулюя
- Український державний університет імені Михайла Драгоманова
- Уманський державний педагогічний університет імені Павла Тичини
- Університет Григорія Сковороди в Переяславі
- Харківський національний університет імені В. Н. Каразіна
- Харківський національний університет міського господарства імені О. М. Бекетова
- Харківський національний університет радіоелектроніки
- Хмельницький національний університет
- Чернівецький національний університет імені Юрія Федьковича
- Чорноморський національний університет імені Петра Могили